# Australiens Grand Prix 1988
Australiens Grand Prix 1988 var det sista av 16 lopp ingående i formel 1-VM 1988.

## Resultat
1. Alain Prost, McLaren-Honda, 9 poäng
2. Ayrton Senna, McLaren-Honda, 6
3. Nelson Piquet, Lotus-Honda, 4
4. Riccardo Patrese, Williams-Judd, 3
5. Thierry Boutsen, Benetton-Ford, 2
6. Ivan Capelli, March-Judd, 1
7. Pierluigi Martini, Minardi-Ford
8. Andrea de Cesaris, Rial-Ford (varv 77, bränslebrist)
9. Stefan "Lill-Lövis" Johansson, Ligier-Judd (76, bränslebrist)
10. Philippe Alliot, Larrousse (Lola-Ford) (75, bränslebrist)
11. Philippe Streiff, AGS-Ford (73, elsystem)

### Förare som bröt loppet
- Piercarlo Ghinzani, Zakspeed (varv 69, bränslesystem)
- Nigel Mansell, Williams-Judd (65, snurrade av)
- Alessandro Nannini, Benetton-Ford (63, snurrade av)
- Stefano Modena, EuroBrun-Ford (63, bakaxel)
- Derek Warwick, Arrows-Megatron (52, motor)
- Eddie Cheever, Arrows-Megatron (51, motor)
- Mauricio Gugelmin, March-Judd (46, kollision)
- Satoru Nakajima, Lotus-Honda (45, kollision)
- Luis Pérez Sala, Minardi-Ford (41, motor)
- Alex Caffi, BMS Scuderia Italia (Dallara-Ford) (32, koppling)
- Gerhard Berger, Ferrari (25, kollision)
- Rene Arnoux, Ligier-Judd (24, kollision)
- Jonathan Palmer, Tyrrell-Ford (16, transmission)
- Oscar Larrauri, EuroBrun-Ford (12, bakaxel)
- Michele Alboreto, Ferrari (0, kollision)

### Förare som ej kvalificerade sig
- Gabriele Tarquini, Coloni-Ford
- Julian Bailey, Tyrrell-Ford
- Pierre-Henri Raphanel, Larrousse (Lola-Ford)
- Bernd Schneider, Zakspeed

### Förare som ej förkvalificerade sig
- Nicola Larini, Osella